# Neushoornalk
De neushoornalk (Cerorhinca monocerata) is een vogel uit de familie Alcidae (alken).

## Verspreiding en leefgebied
Deze soort komt voor aan de kusten van oostelijk Azië en westelijk Noord-Amerika en overwintert in Baja California.

## Status
De grootte van de populatie is in 1996 geschat op 1,3 miljoen volwassen vogels. Op de Rode lijst van de IUCN heeft deze soort de status niet bedreigd.